# Jonathan Morduch

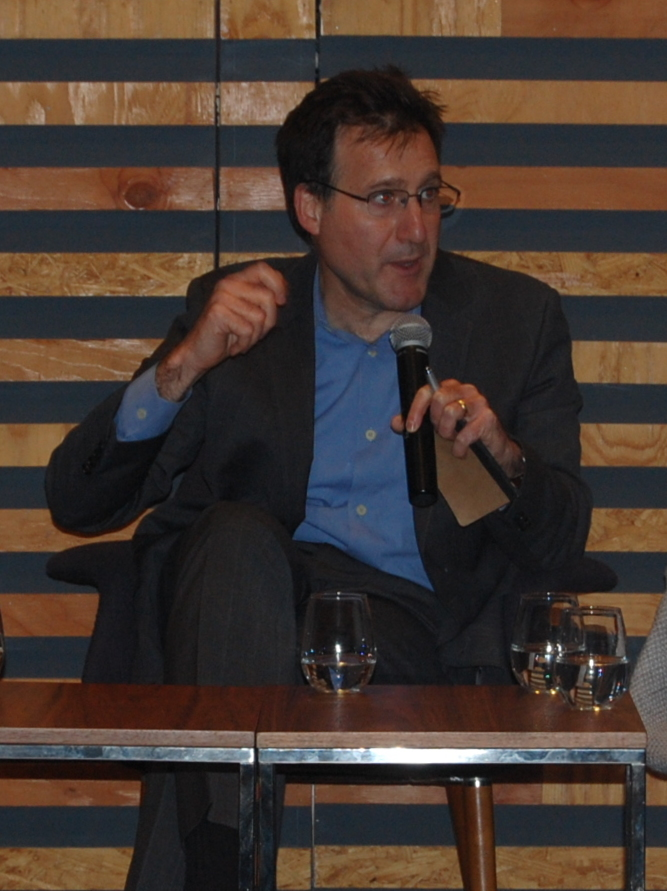
Jonathan Morduch, 2017

Jonathan Morduch (* 3. Oktober 1963) ist ein US-amerikanischer Wirtschaftswissenschaftler, dessen Fachgebiet im Bereich der Entwicklungsökonomik und speziell der Mikrofinanz liegt. Seit 2006 ist Morduch Professor für Public Policy und VWL an der Robert F. Wagner Graduate School of Public Service der New York University. Daneben leitet er als Managing Director die Financial Access Initiative, ein US-amerikanisches Forschungskonsortium, das sich mit der Frage auseinandersetzt wie der Finanzsektor arme Haushalte hinsichtlich ihrer finanziellen Bedürfnisse besser unterstützen könnte.

## Ausbildung
Im Mai 1985 erhielt Morduch einen A.B. (Honors) in VWL von der Brown University, wo er ebenfalls den Lamport Prize for International Understanding in Economics gewann. Während seines dritten Studienjahres verbrachte er einen einjährigen Studienaufenthalt an der London School of Economics. Im Anschluss an seinen Bachelor arbeitete Morduch von 1985 bis 1986 als Forschungsassistent in der Abteilung für Landwirtschaft und ländliche Entwicklung der Weltbank. Hiernach wechselte Morduch an die Harvard University, die ihm im November 1991 einen Ph.D. für seine Dissertation "Risiko und Wohlfahrt in Entwicklungsländern" (Risk and Welfare in Developing Countries) verlieh. In dieser Zeit forschte Morduch ebenfalls auf den Gebieten der öffentlichen Finanzen und Arbeitsmärkte.

## Beruflicher Werdegang
Nach dem Erhalt seines Ph.D wurde Morduch Assistant Professor an der Fakultät für VWL der Harvard University, eine Stelle, welche er bis 1995 innehatte. Das akademische Jahr 1994–1995 verbrachte er jedoch als Gastprofessor an der Woodrow Wilson School der Princeton University. Von 1991 bis 1995 nahm er parallel zu seiner Tätigkeit an der Harvard University ebenfalls Forschungsaufgaben beim Institute for Policy Reform (1993) und im Rahmen der Forschungsgruppe Institutional Reform and the Informal Sector der University of Maryland wahr. Im Juli 1995 wurde er von der Harvard University zum Associate Professor befördert, bevor er 1998 als Associate Professor an die New York University (NYU) wechselte. Hiervor arbeitete Morduch am Food Research Institute der Stanford University (1995, 1996), dem Harvard Institute for International Development (1996–1998) und als National Fellow der Hoover Institution (1997–1998).
Nach seinem beruflichen Wechsel an die NYU arbeitete Morduch als Forscher und Dozent am Center for International Studies der Princeton University (1998–2000), als Gastprofessor an der Woodrow Wilson School of Public and International Affairs der Princeton University (2000) sowie an der University of Tokyo (2002–2003). Im September 2006 erfolgte Morduchs Beförderung durch die NYU zum Professor. 2008 übernahm er zudem als Managing Director eine leitende Stellung innerhalb der 2006 gegründeten Financial Access Initiative, einem Forschungsgremium, das sich mit Problemen im Bereich der Mikrofinanz beschäftigt.
2005 veröffentlichte Morduch zusammen mit Beatriz Armendáriz das Buch The Economics of Microfinance, welches zu einem Standardwerk der Einstiegsliteratur im Bereich Mikrofinanz wurde, bspw. an der Cambridge University.

## Forschung
Jonathan Morduchs Forschung beschäftigt sich seit den späten 1990er Jahren sehr stark mit Mikrofinanz, insbesondere mit der Rolle des Bankenwesens in der Entwicklungsökonomik und der Rolle von Banken als Mikrofinanzinstitute. Daneben hat Morduch auch zu anderen Themen geforscht, bspw. den volkswirtschaftlichen Konsequenzen von Geschlechterdiskriminierung, der Bedeutung von Einkommensverteilung für Konsum und Wirtschaftswachstum und den Folgen von Preisliberalisierung.
Der wirtschaftswissenschaftlichen Datenbank IDEAS zufolge gehört Morduch unter anderem unter den Kriterien "Forschungsoutput" und "Zitate" zu den 5 % der produktivsten Ökonomen. Sein Forschungsartikel mit den meisten Zitaten ist "Income Smoothing and Consumption Smoothing" (1995). Die Université libre de Bruxelles verlieh ihm 2008 die Ehrendoktorwürde.

### Bücher
- Collins, Daryl, Jonathan Morduch, Stuart Rutherford, Orlanda Ruthven (2009): Portfolios of the Poor: How the World's Poor Live on $2 a Day, Princeton University Press.
- Armendáriz, Beatriz, Jonathan Morduch (2010): The Economics of Microfinance, 2. Ausgabe, MIT Press.
- mit Rachel Schneider: The Financial Diaries: How American Families Cope in a World of Uncertainty. Princeton University Press, Princeton 2017, ISBN 978-0-691-17298-9.

### Forschungsartikel (Auswahl)
- Cull, Robert, Asli Demirgüç-Kunt, Jonathan Morduch (2011): Does Regulatory Supervision Curtail Microfinance Profiability and Outreach?, World Development, Vol. 39, Nr. 6, S. 949–965.
- Bauer, Michael, Julie Chytilova, Jonathan Morduch (2012): Behavioral Foundations of Microcredit: Experimental Survey Evidence from Rural India, American Economic Review, Vol. 102, Nr. 2, S. 1118–1139.
- Cull, Robert, Asli Demirgüç-Kunt, Jonathan Morduch (2009): Microfinance Meets the Market, Journal of Economic Perspectives, Vol. 23, Nr. 1, S. 167–192.
- Cull, Robert, Asli Demirgüç-Kunt, Jonathan Morduch (2007): Financial performance and outreach: a global analysis of leading microbanks, Economic Journal, Vol. 117, Nr. 517, S. F107-133.
- Gine, Xavier, Pamela Jakiela, Dean Karlan, Jonathan Morduch (2010): Microfinance Games, American Economic Journal: Applied Economics, Vol. 2, Nr. 3, S. 60–95.
- Gamanou, Gisele, Jonathan Morduch (2012): Do interest rates matter? Credit demand in the Dhaka slums, Journal of Development Economics, Vol. 97, Nr. 2, S. 437–449.
- Morduch, Jonathan, Terry Sicular (2002): Rethinking Inequality Decomposition, With Evidence from Rural China, Economic Journal, Vol. 112, Nr. 476, S. 93–106.
- Morduch, Jonathan, Terry Sicular (2000): Politics, growth, and inequality in rural China: does it pay to join the Party?, Journal of Public Economics, Vol. 77, Nr. 3, S. 331–356.
- Morduch, Jonathan (2000): The Microfinance Schism, World Development, Vol. 28, Nr. 4, S. 617–629.
- Morduch, Jonathan (1994): Poverty and Vulnerability, American Economic Review, Vol. 84, Nr. 2, S. 221–225.
- Morduch, Jonathan (1995): Income Smoothing and Consumption Smoothing, Vol. 9, Nr. 3, S. 103–114.
- Morduch, Jonathan J., Hal S. Stern (1995): Using mixture models to detect sex bias in health outcomes in Bangladesh, Journal of Econometrics, Vol. 77, Nr. 1, S. 259–276.